# Lang
Szablon Wikipedii o tej samej nazwie, służący do oznaczania języków, znajduje się tutaj
| System                                 | Oddział    | Piętro   | Wiek (mln lat) |
| -------------------------------------- | ---------- | -------- | -------------- |
| Czwartorzęd                            | Plejstocen | Gelas    | młodsze        |
| Neogen                                 | Pliocen    | Piacent  | 2,58–3,6       |
| Neogen                                 | Pliocen    | Zankl    | 3,6–5,333      |
| Neogen                                 | Miocen     | Messyn   | 5,333–7,246    |
| Neogen                                 | Miocen     | Torton   | 7,246–11,63    |
| Neogen                                 | Miocen     | Serrawal | 11,63–13,82    |
| Neogen                                 | Miocen     | Lang     | 13,82–15,97    |
| Neogen                                 | Miocen     | Burdygał | 15,97–20,44    |
| Neogen                                 | Miocen     | Akwitan  | 20,44–23,03    |
| Paleogen                               | Oligocen   | Szat     | starsze        |
| Podział neogenu według IUGS, luty 2022 |            |          |                |

Lang (ang. Langhian)
- w sensie geochronologicznym – trzeci wiek epoki miocenu w erze kenozoicznej, trwający około 2 miliony lat (od 15,97 do 13,82 mln lat temu). Lang jest starszy od serrawalu, a młodszy od burdygału.

- w sensie chronostratygraficznym – trzecie piętro miocenu, wyższe od burdygału a niższe od serrawalu. Stratotyp dolnej granicy langu nie został jeszcze zatwierdzony. Dolna granica bazuje na pierwszym pojawieniu się otwornicy Praeorbulina glomerosa (Blow, 1956).

Nazwa pochodzi od regionu w północnych Włoszech – Langhe.